# ألة حق
ألة حق هي قرية في مقاطعة سراب، إيران. عدد سكان هذه القرية هو 218 في سنة 2006.